# آخرین اژدها
آخرین اژدها (به انگلیسی: The Last Dragon) یک فیلم رزمی و کمدی فانتزی آمریکایی به کارگردانی مایکل شولتز که در سال ۱۹۸۵ اکران شد.

## داستان
تیروی که یک استاد جوان است با داشتن مدالیونی که متعلق به استاد هنرهای رزمی بروس لی بوده‌است، برای رسیدن به آخرین مرحله تکامل در هنرهای رزمی و یافتن بزرگترین استاد مکاتب رزم، پا به آمریکا می‌گذارد...

## بازیگران
- تای مک در نقش لیروی گرین
- ونتی در نقش لورا
- جولیوس کری در نقش شوگان
- کریستوفر مورنی در نقش ادی